# 蘇悉地羯羅經
蘇悉地羯羅經（梵語：Susiddhikara-mahātantra-sādhanopāyika-paṭala），收入大正藏密教部。本經廣說有關佛部、蓮花部、金剛部等三部悉地成就之儀則，與《大日經》、《金剛頂經》同為密教三部大經之一，內容包括持誦、灌頂、祈請、護摩、成就、時分等。
日本台密認為，《大日經》、《金剛頂經》二經為「金、胎而二」之經；主張本經為詮釋「金、胎不二」深旨之經。

## 題解
蘇悉地羯羅，意譯為「妙成就作業」，亦即成就一切世出世間作業的妙法。

## 傳譯
唐開元十四年（726）輸波迦羅（即善無畏三藏）譯。大正藏第十八冊中所收之本經共有三種版本，皆為三卷，即麗本三十七品、宋本三十八品、和本三十四品。和本乃唐順宗永貞元年（805，即日本延歷二十四年），由日本天台宗開祖最澄請回日本；其後，圓仁又請回梵本。

## 內容
全書敘說相應於息災、增益、降伏等作法之真言及其持誦法、持誦者之人品、供養法、灌頂法、三種護摩等密教儀軌，以及根據此等密教儀軌而來的種種成就法。
由於本經係闡明「真言行者」之威儀法則等，因此古來被稱為咒毗奈耶。據《開元釋教錄》，本經與《蘇婆呼童子請問經》並為密教律部之戒經。密教以為，真言行者行住坐臥之行事，若能常依此二經，則悉地之事業較易成就。其行法乃依圓仁之《蘇悉地妙心大》，及最澄之《藥師儀軌》的次第。

## 注解
- 圓仁，《蘇悉地羯羅經略疏》
- 《蘇悉地羯羅供養法》

## 地位
東密以《大日經》、《金剛頂經》兩部經典為最極祕經，空海雖由惠果傳以此法，其所著《真言付法傳》僅記載兩部大法，而未付囑此法。台密則以《蘇悉地經》說兩部不二之深旨，尤勝前二經，故特重蘇悉地灌頂。

## 外部連結
- 圓仁和日本天台宗 （页面存档备份，存于）（楊曾文）
- 第八章 《苏悉地羯罗经》简牍 （页面存档备份，存于）